# Chris Candido
Christopher Barrett Candito (21 de marzo de 1972 - 28 de abril de 2005) fue un luchador profesional estadounidense. Candido es mejor recordado por sus mandatos con promociones como World Championship Wrestling, Extreme Championship Wrestling, New Japan Pro Wrestling, Total Nonstop Action Wrestling y Smoky Mountain Wrestling, donde actuó bajo su nombre real, así como por sus apariciones en el World Wrestling Federation bajo el nombre de ring Skip, la mitad del Tag team The Bodydonnas. Durante gran parte de su carrera, actuó junto a su compañera en la vida real, Tammy "Sunny" Sytch, quien actuó como su ayuda de cámara.
En el transcurso de su carrera, Candido celebró campeonatos de lucha libre profesional como el NWA World Heavyweight Championship, el WWF World Tag Team Championship, el ECW World Tag Team Championship y el WCW Cruiserweight Championship. En el momento de su fallecimiento, era el actual campeón de peso pesado del Medio Oeste de la NWA.

## Primeros años
Candido era el nieto de "Popeye" Chuck Richards, un luchador de la World Wide Wrestling Federation, como se conocía a la WWF antes de 1979. Comenzó a entrenar a los 14 años con Larry Sharpe y luchó para la Asociación Mundial de Lucha Libre de Sharpe. Comenzó a usar la ortografía alternativa de "Candido" para su nombre de ring.
Mientras asistía a la secundaria católica Red Bank, conoció a Tammy Lynn Sytch y se enamoró de ella, y los dos comenzaron una relación de por vida. Sytch se convertiría más tarde en su ayuda de cámara.

### Carrera temprana (1986-1993)
Cuando era adolescente, Candido y su amigo Jonathan Rechner comenzaron a trabajar para promociones independientes de lucha libre profesional en Nueva Jersey, montando los anillos de lucha libre. Candido y Rechner se entrenaron para luchar en la Monster Factory de Larry Sharpe en Bellmawr, Nueva Jersey, con Candido haciendo su debut en 1986.

### Eastern Championship Wrestling (1993)
En 1993, Candido comenzó a luchar para Eastern Championship Wrestling (ECW), donde formó un establo llamado "The Suicide Blonds" con Johnny Hotbody y Chris Michaels. Luchando bajo la regla Freebird, el trío de Suicide Blondes tuvo dos temporadas como ECW Tag Team Championships en abril y mayo de 1993, primero derrotando a Tony Stetson y Larry Winters y luego perdiendo los títulos ante The Super Destroyers, solo para recuperarlos esa misma noche. Dejaron vacante el ECW Tag Team Championship en julio de 1993 cuando Candido dejó la promoción.

### Smoky Mountain Wrestling

#### Championship reigns (1992–1994)
En 1992, Candido y Sytch (anunciados como "Tamara Fytch") fueron contratados por Jim Cornette para su promoción Smoky Mountain Wrestling (SMW).
Entre septiembre y noviembre de 1993, Candido ganó el SMW United States Junior Heavyweight Championship en tres ocasiones, intercambiando el título con Bobby Blaze. Luego ganó el SMW Beat the Champ Television Championship en diciembre de 1993 y nuevamente en julio de 1994.
En 1994, Candido formó un equipo con Brian Lee, con Fytch dirigiendo el dúo. El 23 de abril de 1994, Candido y Lee derrotaron a The Rock 'n' Roll Express para ganar el SMW Tag Team Championship. Mantuvieron los títulos hasta el 5 de agosto de 1994, cuando perdieron ante The Rock 'n' Roll Express. Candido y Lee recuperaron los títulos al día siguiente, pero los perdieron por segunda y última vez el 8 de agosto de 1994. Después de la segunda derrota, Fytch despidió a Lee y comenzó a administrar exclusivamente a Candido.

#### NWA World Heavyweight Champion (1994–1995)
El 19 de noviembre de 1994, Candido ganó un torneo de 10 hombres, derrotando a Al Snow, Dirty White Boy y Tracy Smothers para ganar el NWA World Heavyweight Championship, que Shane Douglas y ECW habían ganado y dejado vacante inmediatamente en agosto. El reinado de Cándido llegó en un momento en que la exposición de la National Wrestling Alliance era limitada, ya que no había un canal de televisión nacional para los afiliados restantes de la organización. Sus partidos de defensa del título se llevaron a cabo principalmente en SMW y en el circuito independiente. Candido cedió el título a Dan Severn el 24 de febrero de 1995.
A finales de 1994, Candido formó un equipo con Boo Bradley (una parodia del personaje de To Kill a Mockingbird, Boo Radley). En "Christmas Chaos" el 28 de diciembre de 1994, Candido atacó a Bradley después de que perdieran una pelea ante Tracy Smothers y Cactus Jack. En un ángulo controvertido, Fytch secuestró al gato mascota de Bradley, Boots, y trajo una bolsa que supuestamente contenía al gato al ring, que luego Cándido dejó caer, (kayfabe) matando a Boots. El ángulo condujo a una disputa entre Candido y Radley, que culminó en un partido de perdedor del collar de perro de la ciudad en el Sunday Bloody Sunday II el 26 de febrero de 1995 que fue ganado por Bradley. Esto marcó la última aparición de Candido en SMW antes de que él y Fytch se unieran a la World Wrestling Federation.

### World Wrestling Federation (1995–1996)
En 1995, Candido y Sytch fueron contratados por la World Wrestling Federation, con Candido renombrado como "Skip" y Sytch renombrado como "Sunny". Debutando en la televisión de WWF en mayo de 1995, el dúo recibió el gimmick de un par de arrogantes gurús del fitness que se burlaban de sus oponentes y miembros de la audiencia por no estar en forma, con Candido haciendo flexiones durante sus partidos.
En julio de 1995, Candido comenzó un feudo con Barry Horowitz, una carrera de jobber, después de que Horowitz obtuviera una sorpresiva victoria sobre él en un episodio de WWF Wrestling Challenge usando un roll-up mientras Candido realizaba flexiones. Candido se enfrentó a Horowitz en una pelea en SummerSlam el 27 de agosto de 1995, con Horowitz una vez más derrotando a Candido.
A finales de 1995, el corpulento Rad Radford se unió a Candido como "Bodydonna en formación". En Survivor Series el 19 de noviembre de 1995, "The Bodydonnas" (Candido, Tom Prichard, Radford y The 1-2-3 Kid) se unieron para derrotar a "The Underdogs" (Horowitz, Hakushi, Bob Holly y Marty Jannetty), con Omita la eliminación personal de Bob Holly con un resumen escolar. En el episodio del 23 de diciembre de 1995 de WWF Superstars of Wrestling, Sunny "despidió" a Radford después de que él y Candido perdieran ante los WWF Tag Team Championship The Smoking Gunns. En el episodio del 6 de enero de 1996 de WWF Superstars of Wrestling, Candido derrotó a Radford con la ayuda de Prichard, quien había sido reempaquetado como el primo de Candido, "Zip". Skip y Zip comenzaron a formar equipo como The Bodydonnas, con Sunny como su mánager.
El 21 de enero de 1996 en el Royal Rumble, The Bodydonnas desafiaron sin éxito a The Smoking Gunns por el Campeonato Mundial en Parejas de la WWF. En febrero de 1996, The Smoking Gunns perdió el Campeonato Mundial en Parejas de la WWF después de que Billy Gunn sufriera una lesión en el cuello. Los Bodydonna ganaron un torneo por los títulos vacantes, derrotando a The Godwinns el 31 de marzo de 1996 en las finales del pre-show de WrestleMania XII, luego de que Sunny interfiriera. Mantuvieron los títulos hasta el 19 de mayo de 1996, cuando fueron derrotados por The Godwinns. Después de su pérdida, Sunny dejó The Bodydonnas y se alió brevemente con The Godwinns antes de unirse a The Smoking Gunns.</ref>
Tras la salida de Sunny, The Bodydonnas anunciaron que estaban buscando un nuevo gerente. En King of the Ring, el 23 de junio de 1996, presentaron a su nuevo mánager, el travesti "Cloudy" (interpretado por el amigo de Candido, Jimmy Shoulders, también conocido como James Haney), que nunca fue reconocido como tal en la televisión.</ref>
A finales de 1996, Candido dejó la WWF y se reincorporó a Eastern Championship Wrestling, que desde entonces había sido rebautizada como Extreme Championship Wrestling. Candido también había sufrido la política entre bastidores durante su paso por la WWF, ya que Sunny, su novia de la vida real, comenzaría a tener una aventura con Shawn Michaels, quien usó la influencia que tenía para degradar a Candido en la cartelera.

### Regreso a ECW (1996-1999)

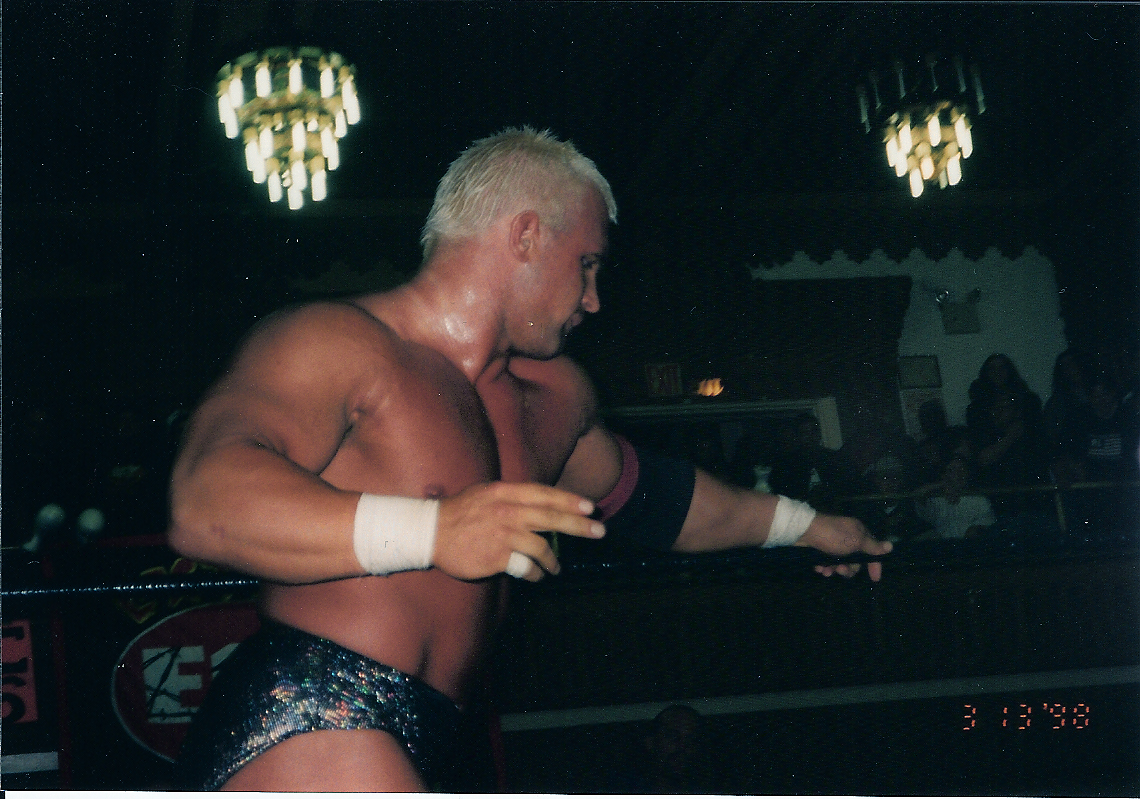
Cándido en ECW en 1998

Después de dejar la WWF, Candido regresó a ECW en High Incident. Se convirtió en parte del establo Triple Threat revivido junto a Shane Douglas. Mientras estaba en Triple Threat con el sobrenombre de "No se necesitan trucos", desarrolló una rivalidad con su compañero Lance Storm, quien pronto fue reemplazado por Bam Bam Bigelow. Sin embargo, Candido se asoció con Storm para ganar el ECW Tag Team Championship. Ganaron el título de etiqueta el 5 de diciembre de 1997, de manos de Doug Furnas y Phil Lafon. A pesar de ser un equipo reacio que se odiaba, Candido y Storm tuvieron una larga carrera por el campeonato. El dúo mantuvo los títulos durante aproximadamente seis meses hasta que los perdieron el 26 de junio de 1998 ante Sabu y Rob Van Dam.

### World Championship Wrestling (2000)
También tuvo una breve carrera en World Championship Wrestling (WCW), que comenzó cuando fue autorizado para competir el 16 de marzo de 2000. Durante su estadía allí, ganó el Campeonato de peso crucero de la WCW. Ganó el título el 16 de abril de 2000, en un partido a seis bandas en Spring Stampede contra The Artist, Juventud Guerrera, Shannon Moore, Lash LeRoux y Crowbar. Perdió el título el 15 de mayo de ese mismo año. Más tarde, la Triple Amenaza se reformó en WCW, con Candido, Douglas y Bam Bam Bigelow.

### Circuito independiente (2000-2005)
Candido tuvo dos carreras con Xtreme Pro Wrestling (XPW). El primero fue en 2000, y ganó el XPW World Heavyweight Championship antes de partir hacia la WCW. La segunda carrera fue desde finales de 2002 hasta el último programa de la compañía en 2003. También Candido y Tammy Sytch lucharon en Puerto Rico para el World Wrestling Council en 2003 peleándose con Eddie Primo Colon y además tuvieron el título de Televisión Mundial de la WWC.

### New Japan Pro Wrestling (2001-2002)
Candido luchó para New Japan Pro Wrestling en 2001 y 2002. 

### Total Nonstop Action Wrestling (2005)
Candido debutó en Total Nonstop Action Wrestling (TNA) en enero de 2005, cuando Candido enfrentó a AJ Styles en un esfuerzo perdido. En el episodio del 14 de enero de Impact, Candido perdió ante Dustin Rhodes. En el pre-show de Final Resolution (2005), Candido derrotó a Cassidy Riley. En el episodio del 28 de enero de Impact, Candido derrotó a Sonny Siaki. En el episodio del 11 de febrero de Impact, Candido perdió ante Diamond Dallas Page. En el episodio del 18 de febrero de Impact, Candido derrotó a Shark Boy y Chris Sabin en un Triple Threat Match. En el episodio del 25 de febrero de Impact, Candido cayó ante Elix Skipper. En el episodio del 4 de marzo de Impact, Candido y The Naturals (Andy Douglas y Chase Stevens) vencieron a Elix Skipper y Petey Williams y Mikey Batts en una lucha por equipos de seis hombres. En el pre-show de Destination X (2005), Candido y Andy Douglas ganaron a Lex Lovett y Buck Quartermain. En el episodio del 18 de marzo de Impact, Candido y The Naturals fueron vencidos por Dustin Rhodes y America's Most Wanted. El último pague-por-ver de Candido con vida fue Lockdown (2005), siendo el lugar en donde se rompió la pierna cuando su rival, Sonny Siaki, aterrizó en ella después de un dropkick volador al principio de la lucha.  
La cirugía a la que se tuvo que someter por la lesión y una serie de eventos desafortunados llevaría a Cándido a morir de neumonía aguda el 28 de abril de 2005, cuatro días después de ocurrido el evento donde se lastimó. Tras su defunción, TNA Impact! emitió un episodio previamente grabado en donde un Candido en silla de ruedas hizo una aparición para ayudar a The Naturals a ganar el Campeonato Mundial en Parejas de la NWA. 

## Muerte

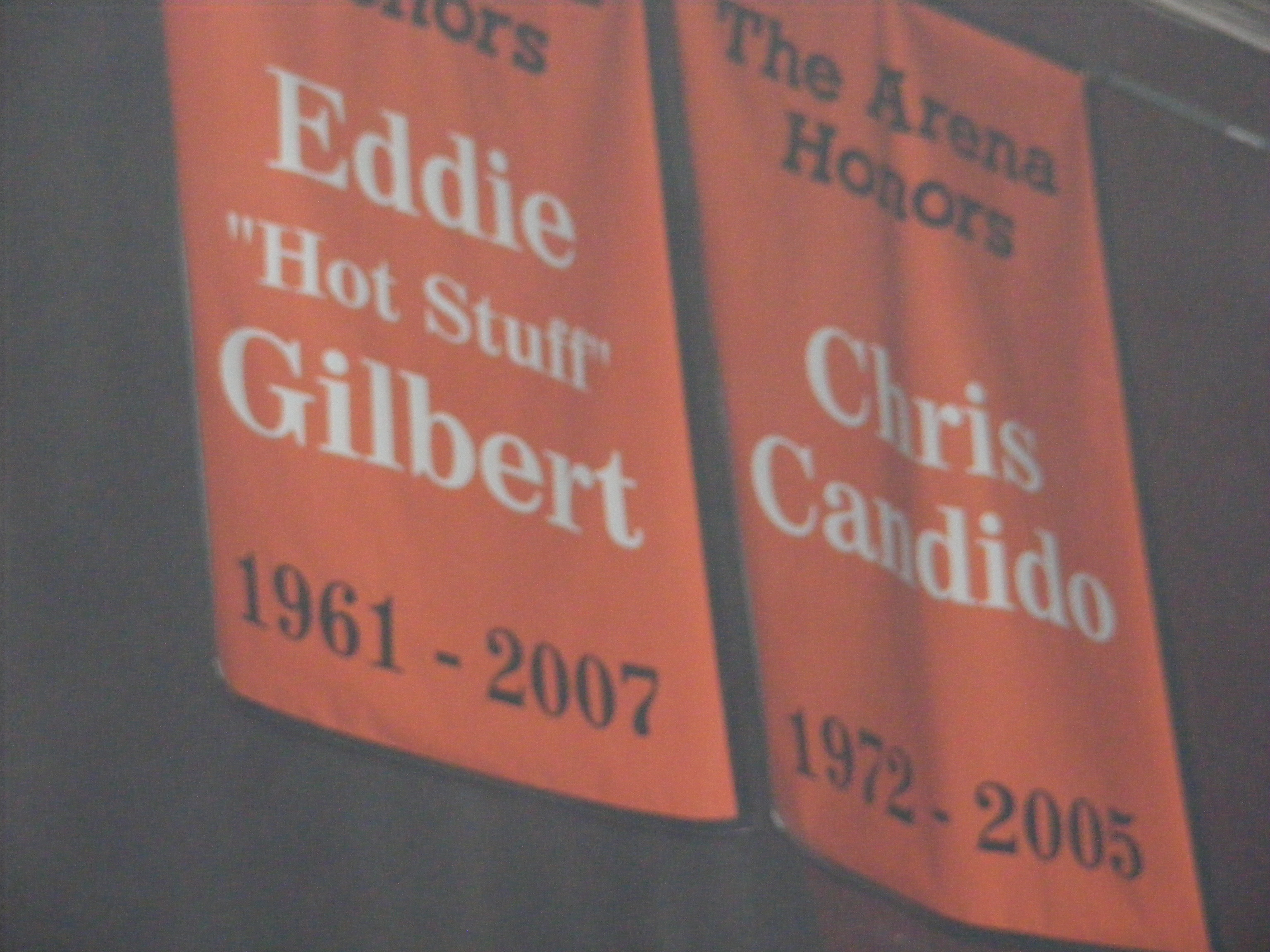
Estandarte del Salón de la Fama Hardcore de Candido en el antiguo ECW Arena

En Lockdown el 24 de abril de 2005, Candido se fracturó la tibia y el peroné y se dislocó el tobillo durante un combate en jaula de acero con Lance Hoyt contra Apolo y Sonny Siaki. Se sometió a una cirugía al día siguiente para que le insertaran placas y tornillos de titanio en la pierna. Estuvo en las grabaciones de Impact! gestionando a The Naturals para derrotar a America's Most Wanted y ganar el NWA World Tag Team Championship.
El 28 de abril de 2005, Cándido se sintió enfermo y su estado empeoró durante el día. Se derrumbó por la noche y fue trasladado de urgencia al Hospital Universitario Robert Wood Johnson en Nuevo Brunswick, Nueva Jersey. Le diagnosticaron neumonía. Los médicos drenaron sus pulmones, pero Cándido murió poco después. Tenía 33 años. Su hermano Johnny, informó que Cándido murió debido a un coágulo de sangre, una complicación de la cirugía. En una entrevista de 2016, Johnny Candido reveló que Chris no murió de un coágulo de sangre, sino de una neumonía aguda. Esta muerte tuvo un profundo efecto en compañeros luchadores como CM Punk, quien en 2014 expresó su preocupación por un coágulo postoperatorio similar al de Cándido.
Posteriormente, TNA celebró el Chris Candido Memorial Tag Team Tournament en su honor a finales de 2005. En 2009, fue incluido en el Hardcore Hall of Fame.
La vida, carrera luchística y muerte de Candido, así como su caótica relación con quien fuera su compañera de vida, Tammy Lynn Sytch, son abordados en el primer episodio de la cuarta temporada de la serie canadiense de documentales Dark Side of the Ring, contando con emotivos testimonios de las personas que lo vieron crecer en el ring, como Jim Cornette y Lance Storm y el hermano menor de Candido. 

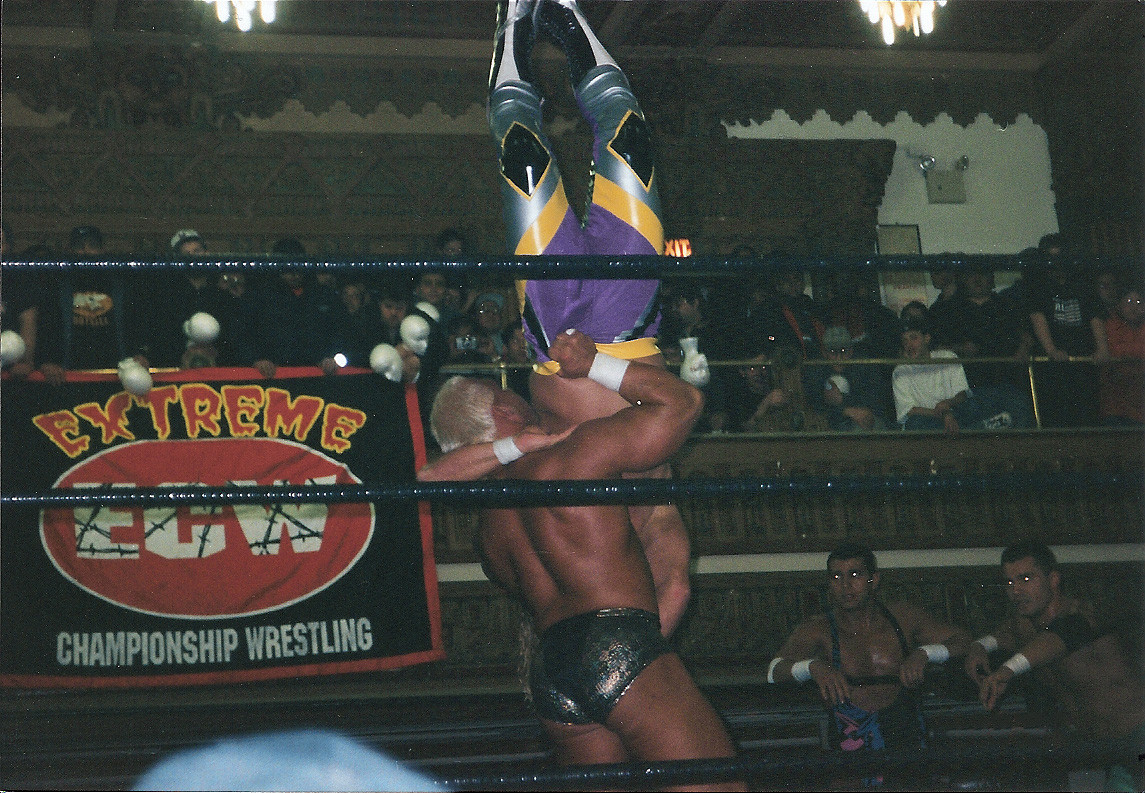
Cándido realizando un suplex vertical retrasado sobre Jerry Lynn en 1998.

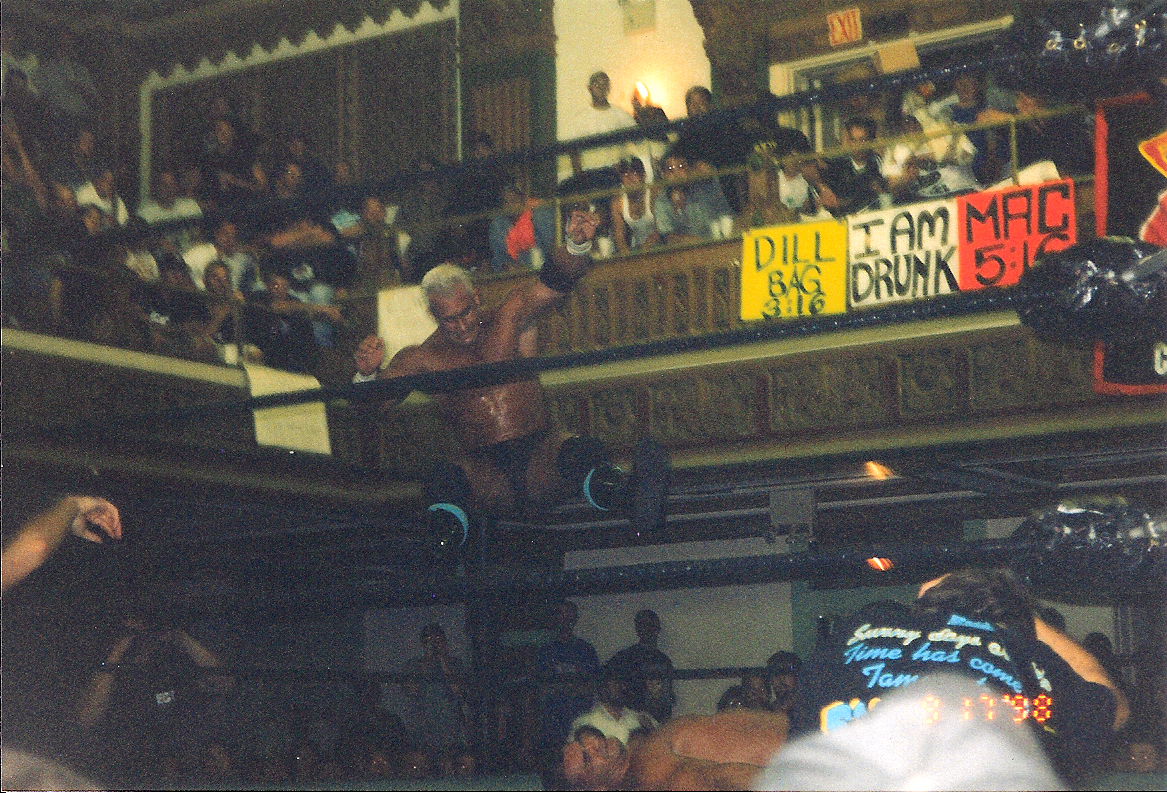
Candido interpretando el New Jersey Jam en Lance Storm.

## Campeonatos y logros
- California Creative Wrestling
  - Campeonato de peso pesado CCW (1 vez)[17]
- Extreme Championship Wrestling
  - ECW World Tag Team Championship (3 veces) - con Johnny Hotbody y Chris Michaels (2)¹ y Lance Storm (1)[18][19][20]
- 'Hardcore Hall of Fame'
  - (Clase de 2009)
- Independent Superstars of Professional Wrestling
  - ISPW Heavyweight Championship (1 vez)
- Jersey Championship Wrestling
  - JCW Television Championship (1 vez)
- Legacy Wrestling Enterprises
  - LWE World Heavyweight Championship (1 vez)[21]
- Mid-American Wrestling
  - MAW Heavyweight Championship (1 vez)[22]
- National Wrestling Alliance
  - NWA World Heavyweight Championship (1 vez)[23]
  - NWA World Championship (1994)
- 'NWA' Midwest
  - NWA Midwest Heavyweight Championship (1 vez)[24]
- 'NWA' Nueva Jersey
  - NWA New Jersey Heavyweight Championship (1 vez)[25]
- Pennsylvania Championship Wrestling
  - PCW United States Heavyweight Championship (1 vez)
- Pro Wrestling Illustrated
  - Luchador más inspirador del año de PWI (2005)[26]
  - PWI lo clasificó en el puesto 45 entre los 500 mejores luchadores individuales de la PWI 500 en 1994 y 1998.[27]
- Smoky Mountain Wrestling
  - SMW Beat the Champ Television Championship (2 veces)[28]
  - SMW Tag Team Championship (2 veces) - con Brian Lee[29]
  - SMW United States Junior Heavyweight Championship (3 veces)[30]
- United States Extreme Wrestling
  - USEW United States Heavyweight Championship (3 veces)[31]
- USA Pro Wrestling
  - USA Pro United States Championship (1 vez)[32]
- World Championship Wrestling
  - WCW Cruiserweight Championship (1 vez)
- World Wrestling Association
  - WWA Junior Heavyweight Championship (2 veces)
  - WWA Tag Team Championship (1 vez) - con Chris Evans
- World Wrestling Council
  - Campeonato Mundial de Televisión WWC (1 vez)[33]
- 'World Wrestling Federation'
  - World Tag Team Championship  (1 vez) - con Zip
- Xtreme Pro Wrestling
  - XPW World Heavyweight Championship (1 vez)[34]
- Wrestling Observer Newsletter awards
- Más subestimado (1995)

1Candido defendió el campeonato con Hotbody o Michaels bajo la Regla Freebird.